# 海州連絡所
海州連絡所（ヘジュれんらくじょ）は、朝鮮民主主義人民共和国黄海南道海州市に所在する情報機関で、朝鮮労働党作戦部（現、朝鮮人民軍偵察総局）に所属する工作員侵入基地。別名、第301連絡所（301れんらくじょ）、第755軍部隊（だい755ぐんぶたい）。4か所ある海上連絡所のうちの1つ。高速スパイ船を配置している。

## 概要
南浦連絡所は、清津連絡所（咸鏡北道清津市）・元山連絡所（江原道高城郡）・南浦連絡所（南浦特別市）とならぶ海上処の連絡所のうちの1つで、大韓民国の西海岸への侵入を担当している。
ここでは、海州連絡所の戦闘員と偵察局要員が7〜16人がチームとなって魚雷などを帯同し、潮流の干満を利用して目標地点に到達し、爆破するという潜水訓練が頻繁になされている。北朝鮮人民保安省（社会安全省）の将校だった「鄭意成（チョン・ウィソン）」（仮名）は、2010年3月26日の天安沈没事件は朝鮮人民軍偵察局が企画し、作戦を遂行した「海上狙撃旅団」の犯行ではないかと推察している。